# Садовик
Садовик (болг. Садовик) — село в Болгарии. Находится в Перникской области, входит в общину Брезник. Население составляет 136 человек.

## Политическая ситуация
Садовик подчиняется непосредственно общине и не имеет своего кмета.
Кмет (мэр) общины Брезник — Христо Димитров Миленков (коалиция в составе 4 партий; Болгарская социал-демократия (БСД), Болгарская социалистическая партия (БСП), Движение за права и свободы (ДПС), союз патриотических сил «Защита») по результатам выборов в правление общины.